# نیکلا سانسون

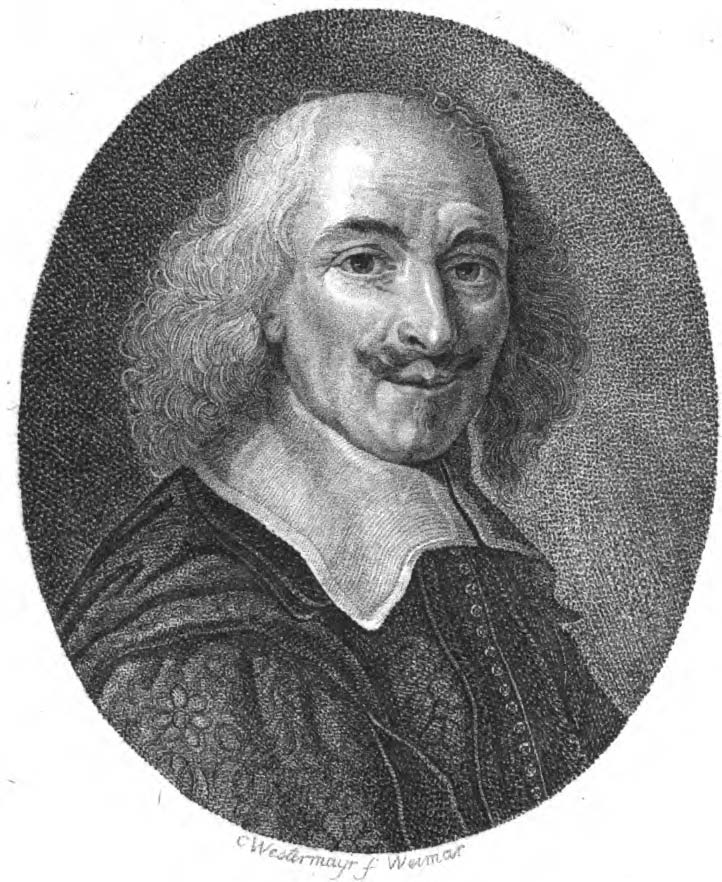
نیکلا سانسون

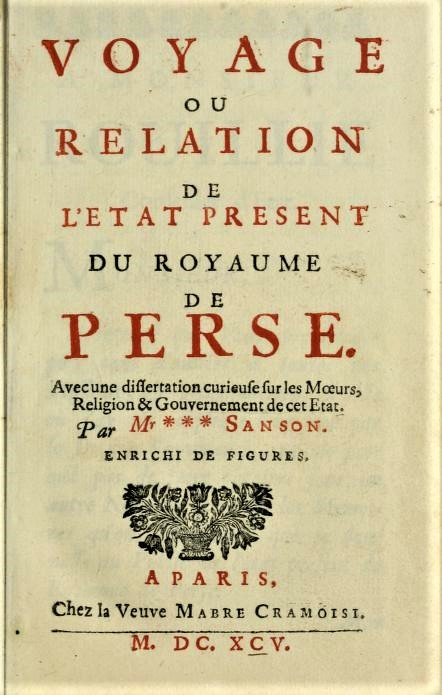
صفحه اول کتاب سفرنامه سانسون که در سال ۱۶۹۵ در پاریس چاپ شد

نیکلاس سانسون (به فرانسوی: Pere S. N. Sanson) کشیش و مبلغ فرانسوی بود که همراه هیاتی از فرانسه برای تبلیغ دین مسیح درسال ۱۶۸۳ میلادی (۱۰۶۲ ه‍.ش / ۱۰۹۵ ه‍.ق) همزمان با حکومت شاه سلیمان صفوی به ایران امد.

## پیش‌گفتار
سانسون از طریق عثمانی به قزوین آمد و بمدت هشت ماه به مسیحیان آنجا تعلیمات دینی داد و پس از آن شش ماه در همدان و خوزستان و نیز شوش اقامت داشت. او از آغاز سفر خود، به آموختن زبانهای فارسی، ترکی و ارمنی پرداخت و در مدت سه سالی که در ایران بود به بسیاری از شهرهای ایران در آن زمان مسافرت کرد و در مواقع فرصت به تحقیق در احوال و آداب و رسوم و عادات ایرانیان و آثار گذشتهٔ آنها پرداخت. شاه سلیمان صفوی، از سانسون خواست که که نامه ای برای لوئی چهاردهم، پادشاه فرانسه بفرستد و اطلاعاتی را که در ایران کسب کرده به اطلاع او و مردم برساند.
او پس از بازگشت به کشورش ،از طریق دربار فرانسه موظف شد که مشاهداتش را به رشته تحریر درآورد. بدین ترتیب سفرنامه مصوری در سال ۱۶۹۵ در پاریس منتشر شد (Sanson-Voyage, ou Relation de l'Etat Present du Royaume de Perse ) و در همان سال به انگلیسی و در سال بعد به آلمانی هم برگردانده شد.

## سفرنامه سانسون
در فصل اول کتاب، سانسون به توصیف و احوال شاه سلیمان صفوی می پردازد که مواردی از ان شامل:
شاه سلیمان که خوش صورت و زیباست و قیافه ای مهربان و در عین حال با عظمت دارد اکنون چهل و هشت سال دارد و بیست و هفتمین سال سلطنت خود را می گذراند و به مکرر نشان داده است که نیروی جسمانی فوق العاده و در تیر اندازی و شمشیر زنی مهارتی بینظیر دارد. در ایران شاهزادگان را برای اینکه قوی شوند به تمرین ورزش کشتی وا میدارند. شاه رعایایش را دوست میدارد و برای آگاهی از اوضاع مملکتی تغییر لباس می دهد و داخل مردم می شود
در فصول دیگر کتاب،از طرز حکومت ، قضاوت و مذهب مطالبی نقل کرده که شامل:
علمای دین در ایران بالاترین مقام ها را دارند و در دربار در صف اول می نشینند و در جلساتی که شاه نمایندگان وزرای سلاطین خارجی را به حضور می پذیرد بر صاحب منصبان دربار رجحان و برتری دارند. بزرگترین شخصیت روحانی که پیشوای مذهبی صدرخانه نام دارد و به راهنمایی امور دینی شاه می پردازد و کارهای مذهبی دربار و شهر اصفهان را طبق دستور و موازین قرآن اداره می کند. صدر خانه را نواب یعنی نائب شاه نائب محمد می نامند. دومین شخصیت روحانی صدرالممالک می باشد که امور صدرخانه را در سایر نقاط کشور به عهده می گیرد. سومین شخصیت آخوند یا شیخ الاسلام به معنی عالم طراز اول است که در پایین مسند شاه بعد از صدر بزرگ می باشد
در کتاب تصاویری از پدیده ها و اثار تاریخی ایران وجود دارد، که سانسون، در تهیه انها تلاش کرده تا انچه را که دیده به تصویر بکشد و انها را با واقع تطبیق دهد. گویا در این کار موفق بوده و اثز او را می توان به عنوان سند تاریخی ارزشمندی به شمار اورد.

## چاپهای کتاب
- تفضلی، تقی (مترجم) ،۱۳۴۶، سفرنامه سانسون: وضع کشور شاهنشاهی ایران در زمان شاه سلیمان صفوی، تحقیق و مطالعه دقیق دربارهٔ آداب و اخلاق و حکومت ایران
- مهریار، محمد (مترجم)، ۱۳۷۷، سفرنامه سانسون (وضع کشور ایران در عهد شاه سلیمان صفوی)، مجموعه کتاب‌های کنگره بزرگداشت اصفهان

## نگارخانه
تعدادی از نقاشی های سانسون در سفرنامه های شاردن و کرنلیوس دبروین چاپ شده است 

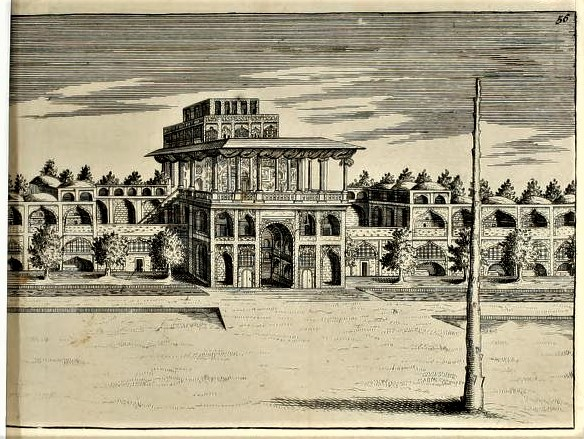
نگاره ای از کاخ عالی‌قاپو در اصفهان
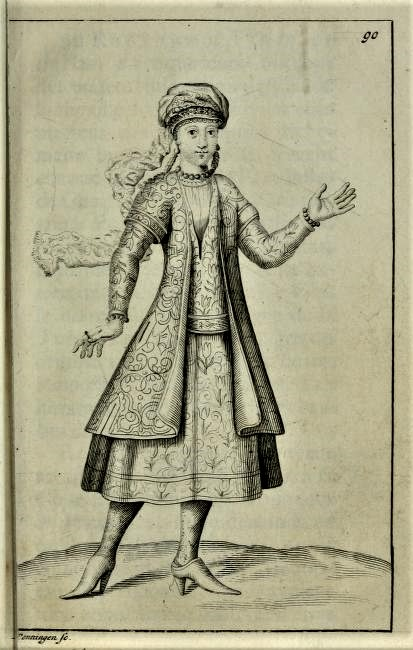
لباس زنان ایرانی (قزلباش) در دورهٔ صفوی
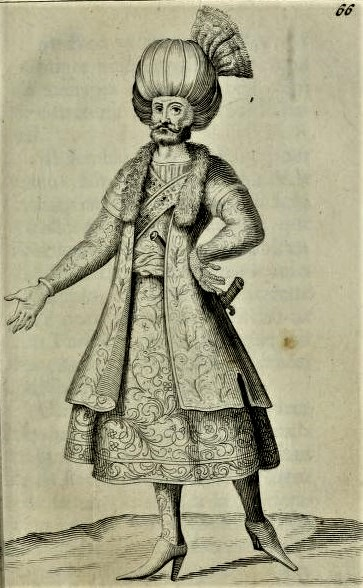
لباس مردان ایرانی (قزلباش) در دورهٔ صفوی
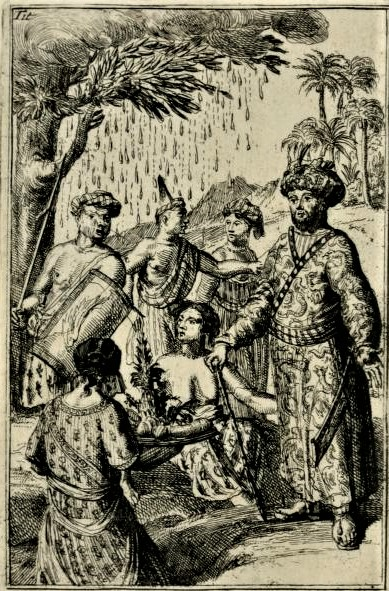
نگاره ای از شاه سلیمان صفوی
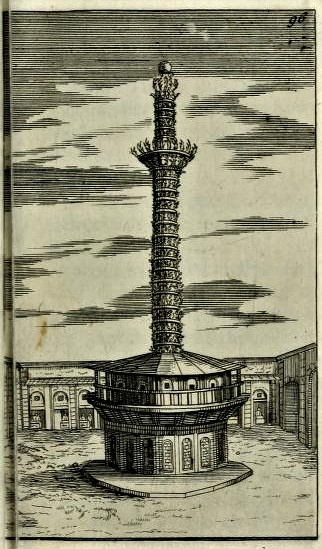
کله منار یا مناره استخوانی، ساخته شده از سر و شاخ حیوانات شکار شده
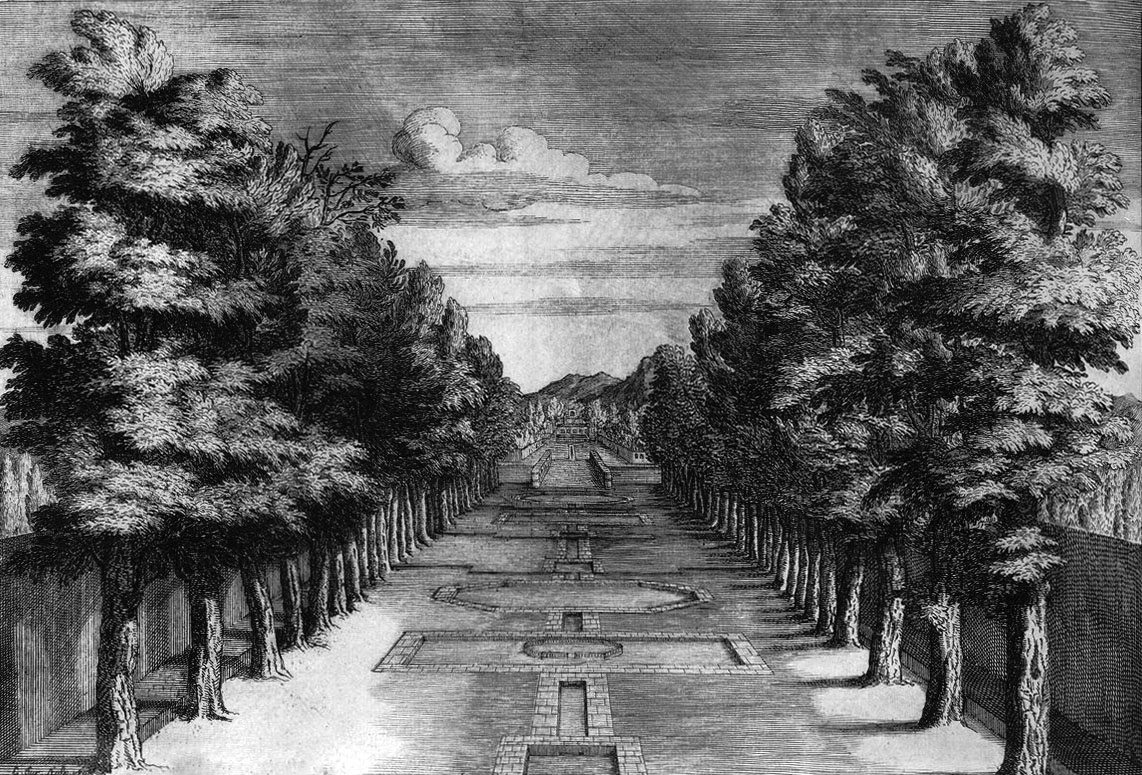
طرح سانسون از چهارباغ، چاپ شده در سفرنامه شاردن
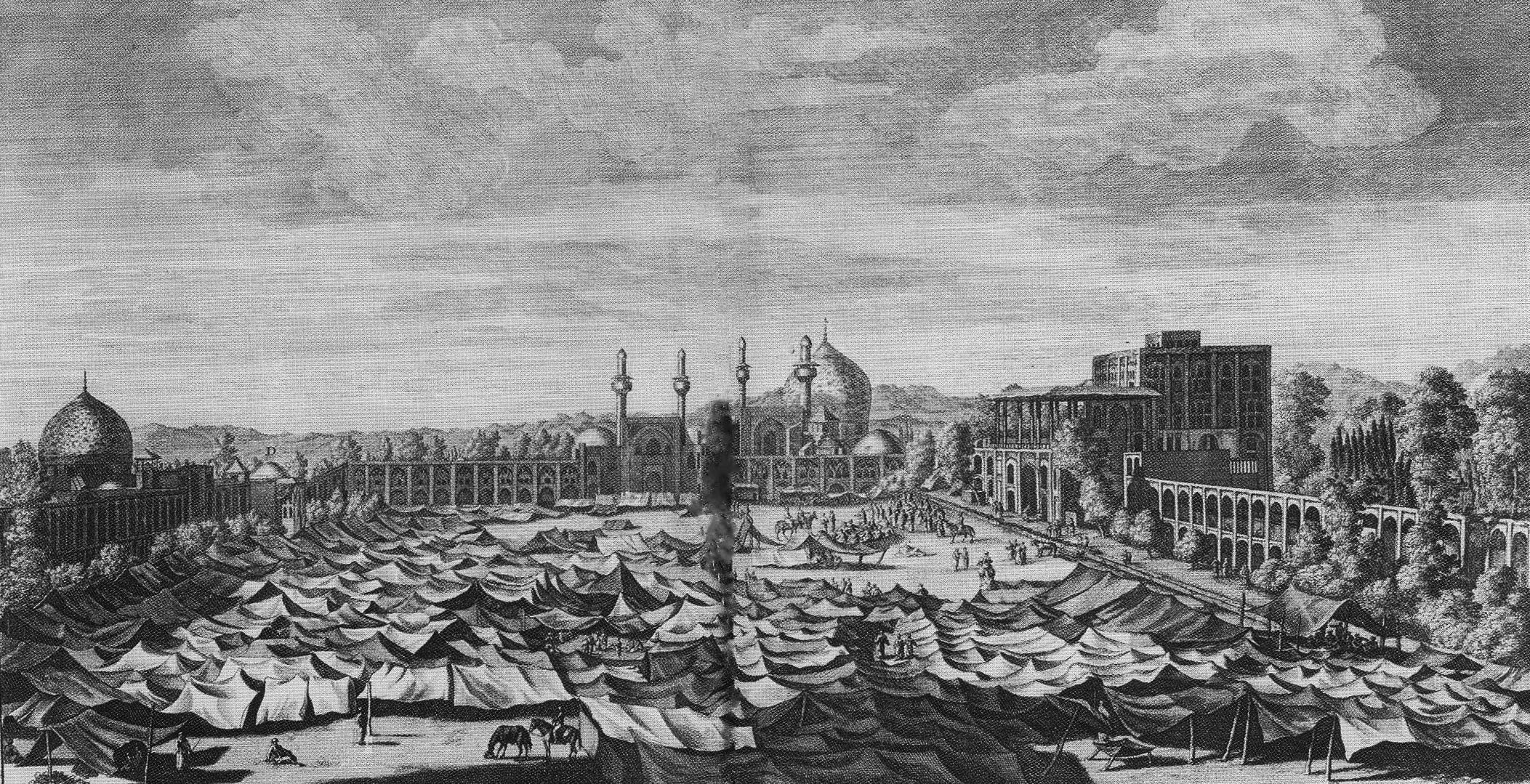
طرح سانسون از میدان نقش جهان، چاپ شده در سفرنامه کرنلیوس دبروین